# Туризм в Воронежской области

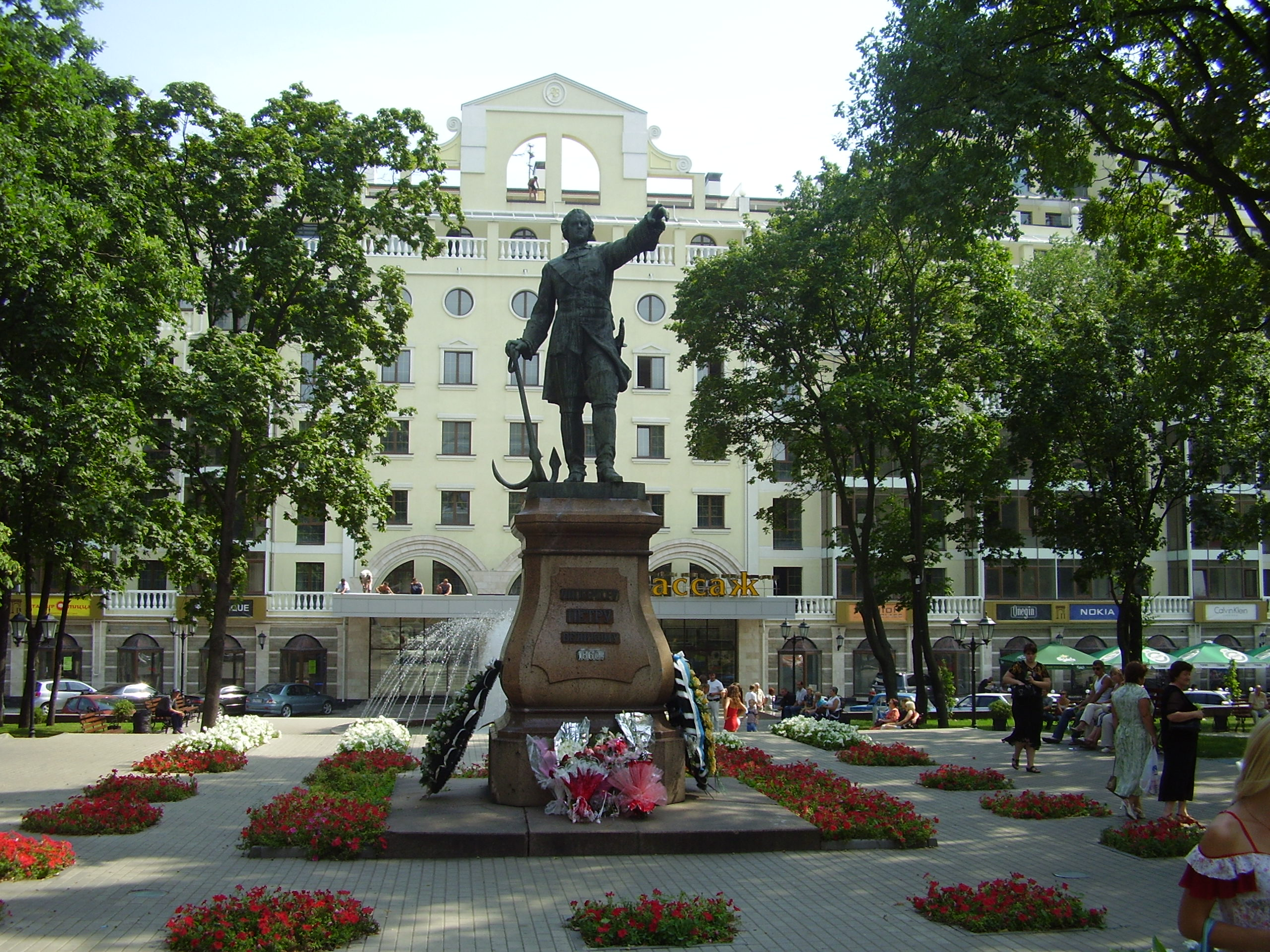
Памятник Петру I в Воронеже

Туризм в Воронежской области является развивающейся частью экономики Воронежской области.
В области насчитывается 7 исторических городов (Бобров, Богучар, Борисоглебск, Воронеж, Новохопёрск, Острогожск, Павловск), 2700 памятников истории и культуры, 20 музеев и 3 заповедника.

## Основные достопримечательности

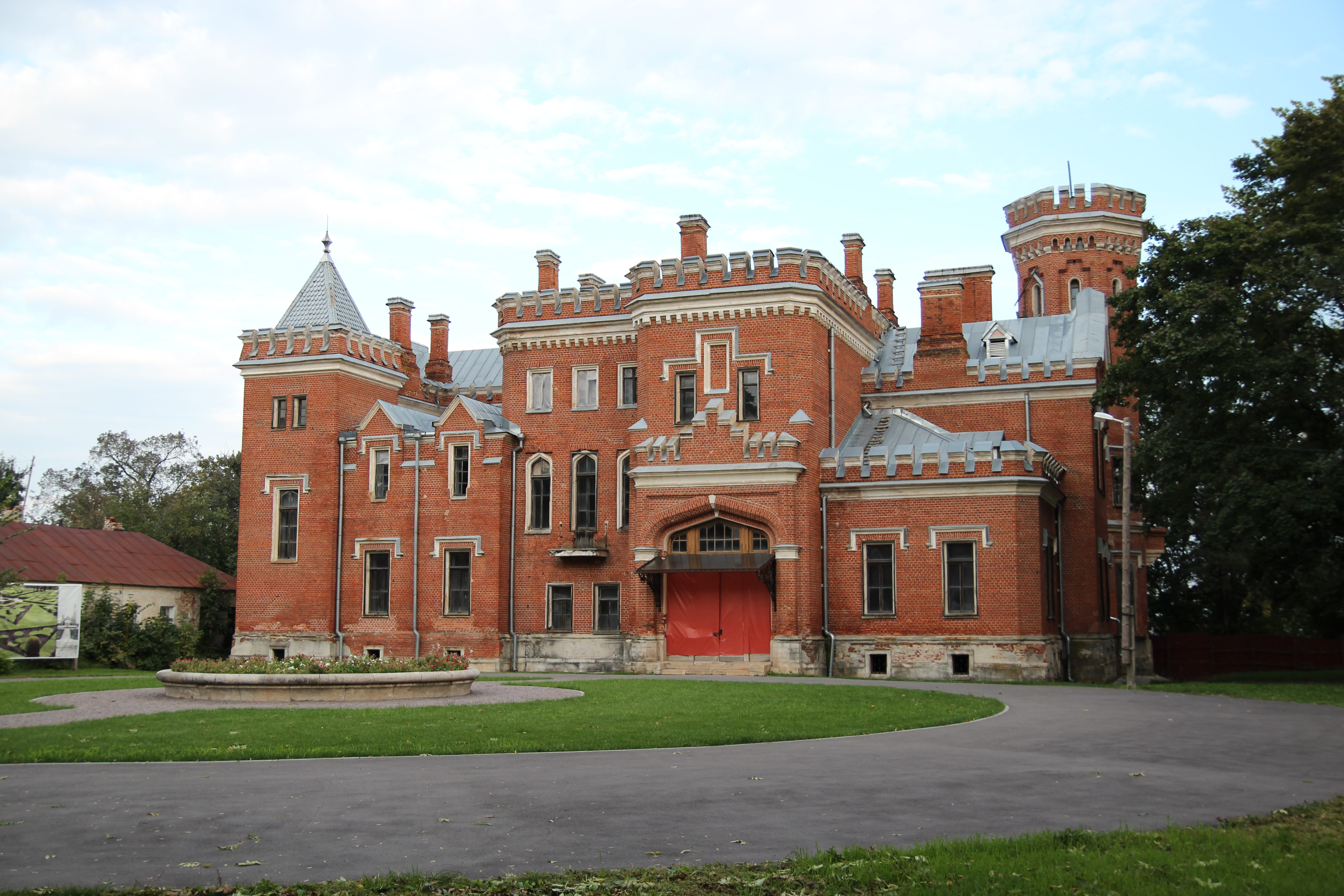
Дворец Ольденбургских (Рамонь)

- Музей-заповедник «Дивногорье»
- Костёнки (музей-заповедник)
- Музей-усадьба Д. В. Веневитинова
- Дворец Ольденбургских
- Хреновской конезавод
- Чесменский конезавод
- Музеи и памятные места Воронежа

## Событийный туризм
- Всероссийский фестиваль японской анимации
- Воронежский фестиваль виолончельного искусства
- Фестиваль авторской песни «Рамонский Родник»
- Международный платоновский фестиваль искусств
- Фестиваль фольклора и ремесел «Русь песенная, Русь мастеровая», проходящий в Ломовском природно-ландшафтном парке
- Областной фестиваль народной музыки «Савальские россыпи»
- Областной фестиваль любительских театров «Театральные встречи в Никольском»

## Паломнический туризм

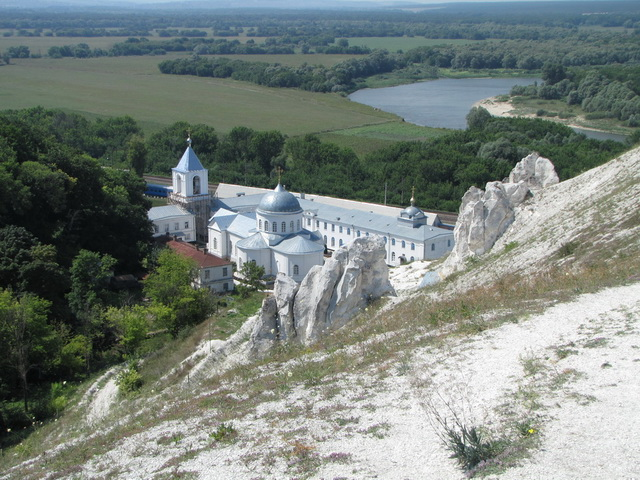
Дивногорский монастырь

- Алексеево-Акатов монастырь (1620 год)
- Толшевский Спасо-Преображенский монастырь, Константиновская пустынь (1759 год)
- Дивногорский Успенский монастырь (XVII век)
- Серафимо-Саровский монастырь (1995 год)

## Статистика
В туризме и смежных отраслях занято более 4 тысяч человек. На территории Воронежской области действует 7 туроператоров и 150 туристических агентств, 140 средств размещения, среди них 101 гостиница. По данным Росстата с 2011 года въездной туризм в области вырос на 19%.